# Jon Else

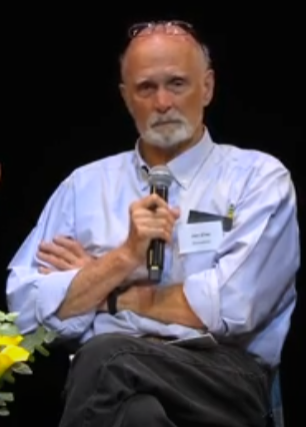
Jon Else, 2024

Jonathan Holden „Jon“ Else (* 16. Juni 1944 in Worcester in Massachusetts) ist ein US-amerikanischer Filmregisseur, Filmproduzent, Drehbuchautor, Kameramann und Dokumentarfilmer, der vor allem bekannt ist für seinen Film The Day After Trinity (1981), der sich mit dem Physiker J. Robert Oppenheimer befasst, der als Vater der Atombombe gilt, ihren weiteren Einsatz jedoch verurteilte.

## Biografie

### Ausbildung, Einsatz, Erfolg
Else wurde in Worcester in Massachusetts geboren. Aufgewachsen ist er in Sacramento in Kalifornien. Er studierte zwei Jahre in Yale, bevor er in den Jahren 1964/1965 für die Bürgerrechtsbewegung in Mississippi und Alabama arbeitete. Else war Mitglied des Student Nonviolent Coordinating Committees und anschließend bei der War On Poverty-Bewegung in Sacramento. 1968 erhielt er seinen Bachelor of Arts in Englisch von der University of California in Berkeley und 1974 seinen Bachelor M.A. in Kommunikation von der Stanford University. Von 1988 bis 1993 absolvierte er ein MacArthur-Stipendium.
Von 1997 bis 2014 war Else Direktor des Dokumentarfilmprogramms an der Graduate School of Journalism der UC Berkeley. Er konnte vier Emmys (Drehbuch, Produzent, Regie und Kamera) gewinnen, mehrere Columbia-DuPonts und Peabody Awards sowie zwei Oscar-Nominierungen erringen, den Prix Italia, den Sundance Special Prize und die Sundance Filmmaker’s Trophy auf sich vereinen.

### Arbeiten beim Film
Gleich für seinen ersten Film Arthur and Lillie erhielt Else zusammen mit Kristine Samuelson und Steven Kovacs 1976 eine Oscarnominierung in der Kategorie „Bester Dokumentar-Kurzfilm“. In dem Film blicken Hollywood-Veteran Arthur Mayer und seine Frau Lillie auf die Anfänge der Filmindustrie zurück. Bei dem 1980/81 entstandenen Dokumentarfilm The Day After Trinity trat Else als Produzent auf, schrieb das Drehbuch, führte Regie und war im Film als Interviewer zu sehen. Der Film erzählt die Geschichte des amerikanischen theoretischen Physikers J. Robert Oppenheimer (1904–1967), der den Versuch unternahm, die erste Atombombe zu bauen, die im Juli 1945 am Standort Trinity in New Mexico getestet wurde. Nachdem er die Folgen ihres Einsatzes gegen die japanischen Städte Hiroshima und Nagasaki gesehen hatte, verurteilte er einen weiteren Einsatz jedoch. Der Titel des Films stammt aus einem Interview, in dem Oppenheimer von Robert F. Kennedy gefragt wird, ob man Präsident Lyndon B. Johnson dazu drängen solle, Gespräche aufzunehmen, um die Verbreitung von Atomwaffen zu stoppen. Oppenheimer erwiderte, es sei 20 Jahre zu spät und ergänzte: „Das hätte am Tag nach Trinity geschehen sollen.“
Für den 1982 von Else für Nova produzierten Film Palace of Delights: Das Exploratorium wirft er einen Blick hinter die Kulissen des Exploratoriums und verfolgt die Entwicklung von drei Exponaten vom Prototyp bis zur Museumsreife. Die Arbeit wurde mit einem Cine Golden Eagle Award ausgezeichnet. Else, der für bedeutende Dokumentarfilm-Reihen Beiträge erstellte, trat bei Henry Hamptons Dokumentarfilm-Reihe Eyes on the Prize: America’s Civil Rights Year über die schwarze Bürgerrechtsbewegung in den USA und ihren Kampf gegen Rassentrennung und Rassismus 1987 auch als Kameramann auf. In dem 1989 veröffentlichten Dokumentarfilm Yosemite: The Fat of Heaven für das von Robert Redford gegründete Sundance Institute verfolgt Else die Eroberung des Yosemite-Wildparks im Jahr 1851 und stellt die Veränderung des heutigen Parks, der jährlich mehr als drei Millionen Besucher anzieht und täglich 25.000 Pfund Müll produziert, in den Fokus seines Films.
Für die PBS-Serie The Great Depression produzierte Else 1993 die erste Folge A Job at Ford’s. Der Film setzt sich damit auseinander, in welcher Art und Weise das Auto als Produkt der Arbeit und Katalysator tiefgreifender Transformationen in der amerikanischen Gesellschaft das Leben der Menschen dominierte. Für die Dokumentar-Miniserie Cadillac Desert (1997) produzierte er die Folgen Mulholland’s Dream und The Mercy of Nature, für die er auch das Drehbuch schrieb, an der Kamera stand und Regie führte. Darin geht es um Wasser, Geld, Politik und die Transformation der Natur. In seinem 1999 erschienenen Dokumentarfilm Sing Faster: The Stagehand’s Ring Cycle (1999) zeigt er die Aktivitäten einer an der San Francisco Opera beschäftigten Bühnenarbeiter-Crew während einer Produktion von Richard Wagners Opernzyklus Der Ring des Nibelungen sowohl während ihrer Arbeits- als auch während ihrer Freizeit.
In seinem 2001 erschienenen PBS-Dokumentarfilm Open Outcry wirft Else einen Blick hinter die Kulissen der Wertpapier- und Warenbörsen und den sogenannten Parketthandel. In der Folge Wonders Are Many: The Making of Doctor Atomic der Dokumentarfernsehserie Independent Lens griff Else 2008 das Thema Atombombe und Oppenheimer wieder auf. Der Film zeigt die Entstehung einer Oper, die zum Inhalt hat, Vorbereitungen zu treffen, die zur Detonation der ersten Atomwaffe der Welt führen. Für die Fernsehreihe National Geographic Explorer drehte Else 2009 die Folge Inside Guantanamo Bay, in dem die Praktiken im Militärgefängnis von Guantanamo Bay im Mittelpunkt stehen. In seinem 2011 produzierten Dokumentarfilm The Island President porträtierte er Mohamed Nasheed, den seinerzeitigen Präsidenten der Malediven.
Else arbeitete als Kameramann bei unzähligen Dokumentarfilmen für die BBC, für PBS, ABC, MTV, Arte, HBO und Netflix, einschließlich der BBC/PBS-Produktion History of Rock And Roll Who Are The Bolts, der Paramount/MTV-Produktionen Tupac: Resurrection, Alice Waters, Afghanistan: Hell of a Nation, Novas Fire Wars, mehrerer unabhängiger Spielfilme sowie Dutzenden von Werbespots und Musikvideos.

## Filmografie (Auswahl)
- 1975: Arthur and Lillie (Dokumentar-Kurzfilm; Produzent, Regie)
- 1977: Off the Wall (Kamera)
- 1977: Die DeBolts und ihre 19 Kinder (Who Are the DeBolts? And Where Did They Get Nineteen Kids?) (Dokumentarfilm; Kamera)
- 1979: Rust Never Sleeps (Dokumentarfilm; Kamera)
- 1980: Journeys from Berlin/1971 (Drehbuch)
- 1980: Can’t It Be Anyone Else (Dokumentarfilm; Kamera)
- 1981: The Day After Trinity (Dokumentarfilm; Produzent, Drehbuch, Regie, Interviewer)
- 1982: The Atomic Café (Drehbuch: Archivberater)
- 1982: Palace of Delights: Das Exploratorium (Dokumentarfilm)
- 1983: Hells Angels Forever (Dokumentarfilm)
- 1984: Booker (Fernsehfilm; Kamera)
- 1986: Top Gun – Sie fürchten weder Tod noch Teufel (Kameraassistenz)
- 1987–1990: Eyes on the Prize (Dokumentarfernsehserie, 14 Folgen, Produzent, Kamera)
- 1989: Yosemite: The Fat of Heaven (Dokumentarfilm, Drehbuch, Regie)
- 1991: Circle of Recovery (Dokumentarfilm; Kamera)
- 1992: Look at It This Way (Fernseh-Miniserie, 3 Folgen; Kamera)
- 1993: The Great Depression (Dokumentarfernsehserie, Folge A Job at Ford’s; Produzent, Kamera, Drehbuch, Regie)
- 1994: Crumb (Dokumentarfilm; Kamerateam)
- 1995: America’s War on Poverty (Miniserie; Co-Produzent)
- 1996: The West – Die Eroberung des Westens (Dokumentarfernsehserie, 9 Folgen; Kamera)
- 1997: Cadillac Desert (Dokumentar-Miniserie, Folgen Mulholland’s Dream und The Mercy of Nature;
 Produzent, Kamera, Drehbuch, Regie)
- 1998: America’s Endangered Species: Don’t Say Good-by (Dokumentarfernsehfilm; Kamera)
- 1998: Life Beyond Earth (Dokumentarfernsehfilm; Kamera)
- 1999: Sing Faster: The Stagehands’ Ring Cycle (Dokumentarfilm; Produzent, Regie)
- 1999: Bird by Bird with Annie (Dokumentarfilm; Kamera)
- 1999–2016: American Experience (Dokumentarfernsehserie, 7 Folgen; Kamera)
- 2000: They Drew Fire (Dokumentarfernsehfilm; Kamera)
- 2001: Open Outcry (Dokumentarfernsehfilm; Produzent, Drehbuch, Regie)
- 2002: Life 360 (Dokumentarfernsehserie, Folge Money; Produzent Segment Creating Desire)
- 2002: Ansel Adams: A Documentary Film (Dokumentarfernsehfilm; Kamera)
- 2002: Nova (Dokumentarfernsehreihe, Folge: Fire Wars; Kamera)
- 2003: Tupac: Resurrection (Dokumentarfilm; Kamera)
- 2003: American Masters (Dokumentarfernsehreihe, Folge Alice Waters and Her Delicious Revolution; Kamera)
- 2004: Tell Them Who You Are (Dokumentarfilm; Kamera)
- 2005: The Weight of the World (Dokumentar-Kurzfilm; Produzent, Editor)
- 2005: Frontline (Dokumentarfernsehreihe, Folge The O. J. Verdict; Kamera)
- 2006: Shut Up & Sing (Dokumentarfilm; Kamera)
- 2007: National Geographic Explorer (Dokumentarfernsehreihe, Folge Inside Bethlehem; Kamera)
- 2007: The War – Die Gesichter des Krieges (Dokumentar-Minifernsehserie, 5 Folgen; Kamera)
- 2008: American Experience (Dokumentarfernsehserie; 4 Folgen; Produzent)
- 2008: Independent Lens (Dokumentarfernsehreihe, Folge Wonders Are Many: The Making of ‘Doctor Atomic’;
 Produzent, Drehbuch, Regie)
- 2009: National Geographic Explorer (Dokumentarfernsehreihe, Folge Inside Guantanamo Bay; Regie)
- 2009: Minotaur (Kurzfilm; Kamera)
- 2011: Last Call at the Oasis (Dokumentarfilm; Kamera)
- 2011: The Island President (Dokumentarfilm; Produzent)
- 2013: A Kind of Order (Dokumentarfilm; Kamera)
- 2013: Nächster Halt: Fruitvale Station (Fruitvale Station, biografisches Krimidrama; Kamerateam)
- 2014: Merchants of Doubt (Dokumentarfilm; Kamera)
- 2015: The Georgia Girl (Dokumentar-Kurzfilm; Berater)
- 2015: The Mystery of Matter: Search for the Elements (Dokumentar-Minifernsehserie, 4 Folgen; Kamera)
- 2016: Cooked (Dokumentarfernsehserie, Folge Earth; Kamera)
- 2017: The Force (im Vorstand)

## Auszeichnungen (Auswahl)
– Nominiert … –
- 1976: Oscarverleihung 1976
für den Oscar in der Kategorie „Bester Dokumentar-Kurzfilm“ zusammen mit Kristine Samuelson und Steven Kovacs
für Arthur and Lillie
- 1981: Oscarverleihung 1981
für den Oscar in der Kategorie „Bester Dokumentarfilm“ für The Day After Trinity
- 1999: Sundance Film Festival
für den Großen Preis der Jury für Sing Faster: The Stagehands’ Ring Cycle
- 2002: Primetime Emmy Awards
für den Primetime Emmy für American Experience, Episode Ansel Adams: A Documentary Film
zusammen mit Buddy Squires und Michael Chin
- 2010: News & Documentary Emmy Awards
für den Emmy für National Geographic Explorer, Episode Inside Guantanamo
zusammen mit Bonni Cohen, Kathleen Cromley, Jonathan Halperin, Kim Woodard, Robert Zakin und Max Salomon

– Ausgezeichnet … –
- 1998: Primetime Emmy Awards
mit dem Primetime Emmy für America’s Endangered Species: Don’t Say Good-bye, verbunden mit Wolves at Our Door
zusammen mit Richard Chisolm, Paul Goldsmith, Buddy Squires, Gerald Cotts, Nick Caloyianis
- 1999: Sundance Film Festival
mit der Filmmakers Trophy für Sing Faster: The Stagehands’ Ring Cycle
- 2000: News & Documentary Emmy Awards
mit dem Emmy für Sing Faster: The Stagehands’s Ring Cycle
zusammen mit David Davis und John Lindsay
- 2004 San Francisco International Film Festival
mit dem Golden Gate Persistence of Vision Award

International Documentary Association
- 2010: mit dem IDA Award für Limitierte Serien/Reihen
zusammen mit Connie Field, Gregory Scharpen, Ken Chowder
- 2012: mit dem Pare Lorentz Award für The Island President
zusammen mit Jon Shenk, Bonni Cohen und Richard Berge